# Am Eser 2

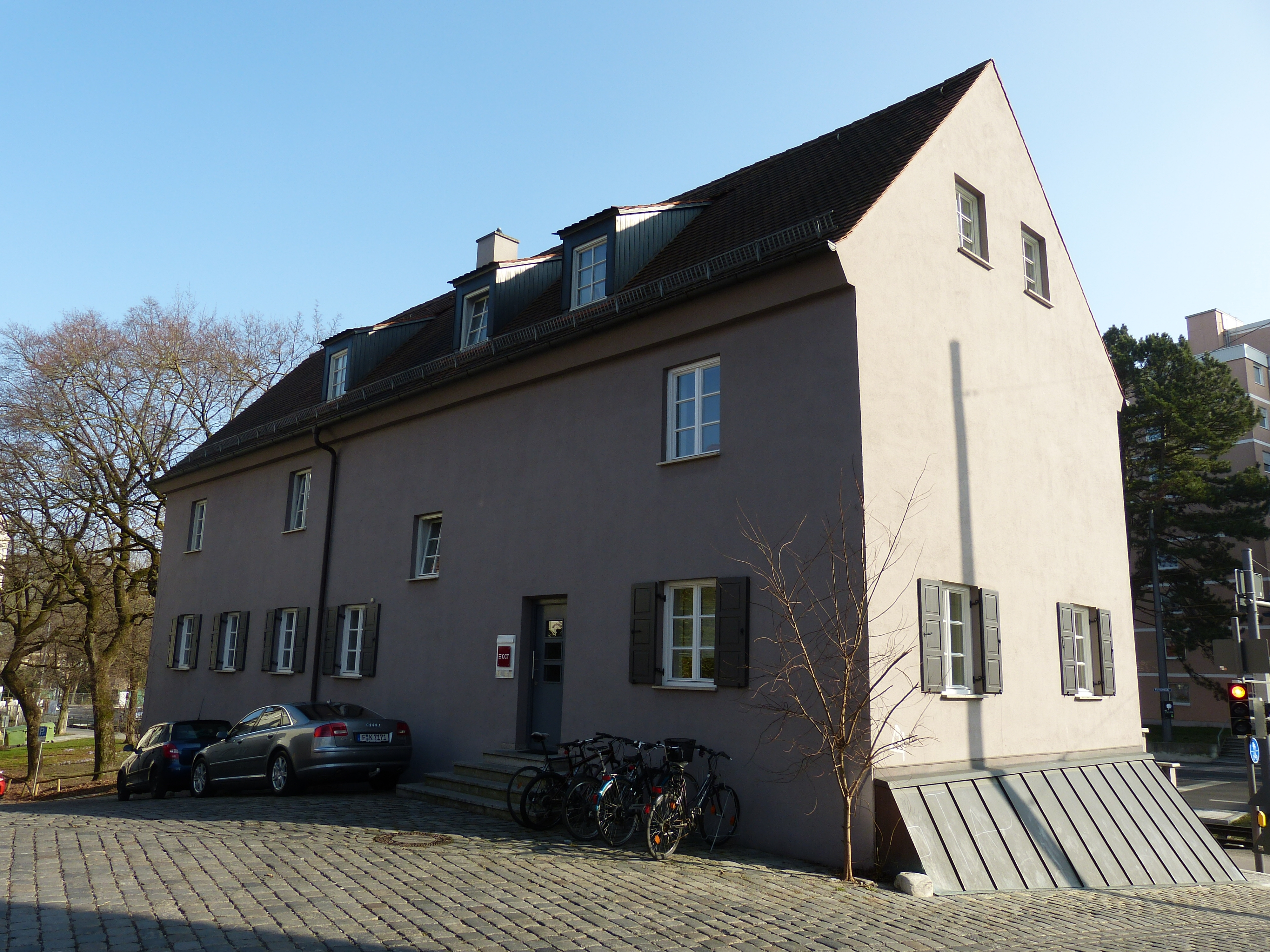
Am Eser 2 in Augsburg

Das Bürgerhaus Am Eser 2 (ursprüngliche Hausnummer Litera A 299) befindet sich am südlichen Rand des Augsburger Ulrichsviertels in der Straße Am Eser und stammt im Kern aus dem 16. oder 17. Jahrhundert. Bei dem Gebäude handelt es sich um einen langgestreckten, zweigeschossigen Traufseitbau mit Satteldach. Es ist als Baudenkmal in der Bayerischen Denkmalliste eingetragen.
Überliefert ist, dass dort zunächst der evangelische Totengräber wohnte. Im Jahre 1838 übernahm ein Soldat das Anwesen. Auf ihn folgte der Platzwirt Schlögel, der das Haus 1862 in ein Gasthaus umwandelte. Aufgrund seiner exponierten Lage auf der Stadtmauer mit dem davorliegenden Stadtgraben gab er dem Gasthaus den Namen Zu den Lüften. Mit dem Fall der Stadtmauer und Verfüllung des Stadtgrabens (zwischen 1860 und 1880) ging die herausragende Stellung des Gebäudes allerdings verloren. Stattdessen breitete sich vor dem Gebäude nun die Eserwallstraße aus. Später erhielt das Gasthaus passend dazu den Namen Eserwall. In neuerer Zeit wurde die Gaststätte aufgegeben und das Gebäude dient allein der Wohnnutzung.